# Keresztyén egyháztörténelem (Balogh)
A Balogh Ferenc-féle Keresztyén egyháztörténelem egyike a 19. századi nagy terjedelmű magyar egyháztörténelmi műveknek.

## Története
Johann Karl Ludwig Gieseler (1792–1854) német teológus 1824 és 1835 között adta ki Bonnban Lehrbuch der Kirchengeschichte című művét. Ennek, és kisebb mértékben más szerzők műveinek felhasználásával készítette el Balogh Ferenc egyháztörténész, debreceni egyetemi tanár a maga Keresztyén egyháztörténelmét, amely a kezdetektől a XIX. századig tekinti át a kereszténység történelmét.
Az összességében 847 oldal terjedelmű munka Debrecenben került kiadására 1872 és 1890 öt kötetben („füzetben”). Zoványi Jenő egyháztörténész a magyar protestánsság történetével foglalkozó könyvében (A magyarországi protestantismus története 1895-ig) a jelentősebb 19. századi egyháztörténelmi munkák között említi az alkotást.
A műnek fakszimile és elektronikus kiadása máig nincs.

## Szerkezete
Az egyes füzetek a következők voltak:
| Füzetszám  | Füzetcím                                                                                         | Kiadási év | Oldalszám |
| ---------- | ------------------------------------------------------------------------------------------------ | ---------- | --------- |
| I. kötet   | I. korszak                                                                                       | 1872       | 218       |
| II. kötet  | II. korszak                                                                                      | 1874       | 218       |
| III. kötet | III. korszak. Az egyház pápaságtól függésének kora. Hildebrandtól Lutherig. 1046–1517-ig. Kr. u. | 1887       | 156       |
| IV. kötet  | IV. korszak. Luthertől a jelenkorig. I. rész. A XVI. és XVII. század                             | 1882       | 157–316   |
| V. kötet   | IV. korszak. Luthertől a jelenkorig. II. rész. A XVIII. és XIX. század főbb eseményei            | 1890       | 95        |